# GD&TOP (álbum)
GD&TOP é o álbum de estreia autointitulado da dupla sul-coreana GD&TOP. O seu lançamento ocorreu em 24 de dezembro de 2010 pela YG Entertainment. A elaboração do álbum surgiu, após a dupla iniciar a produção de canções direcionadas ao grupo Big Bang, do qual é integrante, em seguida, GD&TOP receberam uma resposta positiva do material obtido e decidiu-se pelo alinhamento das canções em um lançamento de um álbum da dupla. Musicalmente, GD&TOP possui uma sonoridade predominante hip hop, porém o álbum incorpora outros gêneros musicais que incluem pop, pop-rap e electro-hop. 
A fim de promover GD&TOP, foram lançados os singles, "High High", "Oh Yeah" e "Knock Out". Além disso, o álbum obteve a liderança da parada sul-coreana Gaon Album Chart e tornou-se o quinto álbum mais vendido do ano na Coreia do Sul.

## Antecedentes e desenvolvimento
Enquanto trabalhavam na produção de materiais com seus colegas de grupo para seu próximo álbum, G-Dragon e T.O.P começaram a experimentar diferentes estilos. Em uma tentativa de trazer algo novo para as suas canções, os membros formaram combinações entre si, nas quais os vocalistas - Taeyang, Daesung e Seungri - gravariam suas próprias músicas como um trio, enquanto os rappers G-Dragon e TOP, se ramificariam como uma dupla. Embora essa divisão tenha tido inicialmente o único intuito de se trabalhar em materiais para o Big Bang, G-Dragon e T.O.P foram os que receberem uma resposta positiva do material que estavam produzindo. Posteriormente, Yang Hyun-suk executivo da YG Entertainment, aprovou o lançamento de um álbum pela dupla, formando assim oficialmente a subunidade intitulada GD & T.O.P. Esta colaboração foi anunciada em novembro de 2010, juntamente com o anúncio do álbum homônimo.

## Composição
G-Dragon e T.O.P foram creditados por co-escrever a maioria das letras do álbum, observando que como "rappers [...] gostaríamos de contar mais histórias para nossos fãs ouvirem". A fim de se distanciar do Big Bang e criar o seu próprio estilo de música, a dupla optou por um gênero mais hip hop, para contrastar com o gênero utilizado pelo seu grupo baseado na música eletrônica, embora G-Dragon reconhecesse a influência do R&B, acústica e música eletrônica no álbum. Além disso, os dois admitiram que tornaram-se "muito mais diversificados [em suas] tentativas" de criar seu próprio estilo, assim "como a música se desenvolveu e as imagens que a melodia e o rap retrataram". Eles disseram em seguida que "a razão pela qual misturamos uma variedade de gêneros é porque queríamos trazer mais da nossa personalidade que não podemos mostrar quando estamos no Big Bang".
Com relação as sessões de gravação do álbum, a dupla afirmou mais tarde, que após a sua gravação, ambos se tornaram "ligados" a todas as faixas, pois haviam trabalhado "em cada uma das canções do álbum" ficando acordados "por muitas noites".

## Lançamento e capa
Originalmente, GD&TOP foi lançado contendo em sua capa, um logo com orelhas de um coelho formando a letra "V", a fim de representar o símbolo de vitória e sendo baseado no logo da companhia Playboy Enterprises. O álbum foi comercializado com capas em cinco versões diferentes, cada uma trazendo o logo nas cores prata, ouro, rosa, verde e azul. A dupla explicou seu significado dizendo que como o logo era semelhante ao utilizado pela Playboy, seus lados atraentes, sexy e divertidos se mostrariam ao promover o álbum. Entretanto, a YG Entertainment atendendo a um pedido realizado pela Playboy e com o intuito de evitar uma possível confusão entre os dois logos, decidiu criar uma nova capa para o álbum. A empresa anunciou que as vendas do álbum com o antigo design seriam suspensas e substituídas pelo novo logo sem alteração de seu conteúdo.
A partir de 12 de julho de 2011, a nova capa do álbum, trazendo uma imagem tipográfica de um coração composto pela palavra GD&TOP, passou a ser disponibilizada para venda. A exclusão do antigo logo também levou a remoção dos vídeos musicais de "High High" e "Knock Out" da plataforma de vídeos Youtube. 

## Promoção
Precedendo o lançamento de GD&TOP, a dupla realizou um evento de estreia mundial do álbum, na Times Square em Yeongdeungpo, Seul, em 14 de dezembro de 2010, que foi transmitido ao vivo pelo YouTube. Enquanto realizava o evento, a dupla apresentou as faixas do álbum para os fãs presentes, explicou o conteúdo lírico por trás das canções e lançou o vídeo musical de "High High". Em 19 de dezembro, GD&TOP deu início as suas apresentações na televisão, através do programa Inkigayo da  SBS, onde executou as canções "High High" e "Oh Yeah". Adicionalmente, durante a véspera de natal, a dupla se apresentou em uma festa natalina intitulada "Christmas T Social Party" pertencente a empresa SK Telecom, em um clube de Gangnam, Seul.

## Singles
- "High High" foi lançado como single do álbum em 15 de dezembro de 2010, através de download digital. A canção recebeu análises positivas da crítica especializada, sendo notada pela maioria, como uma faixa que possui cantos divertidos e que utiliza-se da "cultura de clube".[8][9] Comercialmente, a canção posicionou-se em número três na parada sul-coreana Gaon Digital Chart[10] e levou GD&TOP a realizar sua primeira entrada na parada estadunidense Billboard World Digital Songs, onde a canção atingiu seu pico de número dezessete.[11]
- "Oh Yeah" com participação de Park Bom, foi lançado como single do álbum conjuntamente com "High High", em 15 de dezembro de 2010, através de download digital. A canção foi bem recebida pela crítica e em termos comerciais, atingiu a posição de número dois na sul-coreana Gaon Digital Chart, tornando-se a faixa melhor posicionada do álbum na referida parada.[12]
- "Knock Out" foi escolhida para a continuação da divulgação do álbum e seu lançamento ocorreu após dez dias da emissão de GD&TOP, em 3 de janeiro de 2011. A faixa atingiu seu pico de número cinco na sul-coreana Gaon Digital Chart[13] e posicionou-se em número quinze na estadunidense Billboard World Digital Songs.[14]

## Lista de faixas
| GD&TOP – Edição padrão |                                                                         |                             |                                |                           |         |  |
| N.º                    | Título                                                                  | Letras                      | Música                         | Arranjos                  | Duração |  |
| 1.                     | "Intro"                                                                 | G-Dragon, T.O.P             | G-Dragon, T.O.P, e.knock       | e.knock                   | 2:08    |  |
| 2.                     | "High High"                                                             | G-Dragon, T.O.P, Teddy Park | Teddy Park                     | Teddy Park                | 3:08    |  |
| 3.                     | "Oh Yeah" (com participação de Park Bom)                                | G-Dragon, T.O.P, Teddy Park | Teddy Park, Sunwoo Jungah      | Teddy Park, Sunwoo Jungah | 3:17    |  |
| 4.                     | "Don't Go Home" (집에 가지마; Jibe Gajima)                              | G-Dragon                    | G-Dragon, Teddy Park, e.knock  | Teddy Park, e.knock       | 3:18    |  |
| 5.                     | "Baby Good Night"                                                       | G-Dragon, T.O.P             | G-Dragon, T.O.P, e.knock, 1 On | e.knock                   | 3:32    |  |
| 6.                     | "Knock Out" (뻑이가요; Ppeogigayo)                                      | G-Dragon, T.O.P             | Diplo, G-Dragon, T.O.P         | Diplo                     | 3:27    |  |
| 7.                     | "Oh Mom" (T.O.P solo)                                                   | T.O.P                       | T.O.P, e.knock, 1 On           | e.knock                   | 4:32    |  |
| 8.                     | "Obsession" (악몽; Angmong; G-Dragon solo)                              | G-Dragon                    | G-Dragon, e.knock              | e.knock                   | 5:17    |  |
| 9.                     | "Of All Days" (오늘따라; Oneul Ttara; T.O.P solo)                       | T.O.P                       | T.O.P, Choice37                | Choice 37                 | 3:25    |  |
| 10.                    | "What Do You Want?" (어쩌란 말이냐?; Eojjeoran Marinya?; G-Dragon solo) | G-Dragon                    | G-Dragon, e.knock              | Sunwoo Jungah, 1 On       | 3:25    |  |
| 11.                    | "Turn It Up" (T.O.P solo)                                               | T.O.P                       | T.O.P, Teddy Park              | Teddy Park                | 3:32    |  |
| Duração total:         | Duração total:                                                          | Duração total:              | Duração total:                 | Duração total:            | 38:46   |  |

| Conteúdo bônus em DVD – Edição CD+DVD japonesa |                                      |         |  |
| N.º                                            | Título                               | Duração |  |
| 1.                                             | "High High" (Vídeo musical)          |         |  |
| 2.                                             | "Knock Out" (Vídeo musical)          |         |  |
| 3.                                             | "Turn It Up (T.O.P)" (Vídeo musical) |         |  |

| Conteúdo bônus em DVD – Edição CD+DVD taiwanesa |                                      |         |  |
| N.º                                             | Título                               | Duração |  |
| 1.                                              | "Knock Out" (Vídeo musical)          |         |  |
| 2.                                              | "Baby Good Night" (Vídeo musical)    |         |  |
| 3.                                              | "High High" (Vídeo musical)          |         |  |
| 4.                                              | "Turn It Up (T.O.P)" (Vídeo musical) |         |  |

Notas
- "Intro" contém demonstrações de "It's Yours to Have",  escrita por Reginald Dozier e McKinley Jackson. Gravada por Freda Payne.
- "Don't Go Home" contém demonstrações de "Make It with You", escrita por David Gates e gravada por Bread.
- "What Do You Want?" contém demonstrações de "Shazam!", escrita por Duane Eddy e Lee Hazlewood. Gravada por Duane Eddy.
- "Knock Out" contém demonstrações não creditadas de "Percolator", escrita e gravada por Cajmere.

## Desempenho nas paradas musicais
GD&TOP obteve uma recepção positiva por parte do público, obtendo uma pré-venda de duzentas mil cópias na Coreia do Sul. Após o seu lançamento, o álbum estreou no topo da parada semanal da Gaon Album Chart, adquirindo também, a liderança de sua respectiva parada mensal no mês de dezembro. Além disso, apesar do álbum ter sido lançado restando sete dias para o encerramento do ano de 2010, ele tornou-se o quinto álbum mais vendido do ano no país, ao atingir vendas de 130 mil cópias. Adicionalmente, GD&TOP acumula vendas em formato físico de mais de duzentas mil cópias e figurou na parada anual da Gaon Album Chart por seis anos consecutivos, entre os anos de 2010 a 2015.
No Japão, o álbum estreou na Oricon Albums Chart na posição de número vinte através de  sua edição coreana, mais tarde, após o lançamento de sua edição japonesa, GD&TOP obteve pico de número oito na referida parada.

### Posições
| Paradas (2010)                            | Melhor posição |
| ----------------------------------------- | -------------- |
| Coreia do Sul (Gaon Weekly Albums Chart)  | 1              |
| Coreia do Sul (Gaon Monthly Albums Chart) | 1              |
| Coreia do Sul (Gaon Yearly Albums Chart)  | 5              |
| Japão (Billboard Japan Top Albums Sales)  | 8              |
| Japão (Oricon Weekly Albums Chart)        | 8              |

## Histórico de lançamento
| Região        | Data                           | Formato                  | Gravadora                     |
| ------------- | ------------------------------ | ------------------------ | ----------------------------- |
| Mundo         | 24 de dezembro de 2010         | Download digital         | YG Entertainment              |
| Coreia do Sul | 24 de dezembro de 2010         | CD download digital      | YG Entertainment Mnet Media   |
| Coreia do Sul | 12 de julho de 2011 (reedição) | CD download digital      | YG Entertainment KMP Holdings |
| Japão         | 23 de fevereiro de 2011        | CD CD+ DVD               | Universal Music Japan         |
| Filipinas     | 5 de março de 2011             | CD                       | Universal Records             |
| Taiwan        | 28 de setembro de 2012         | CD+DVD (edição limitada) | Warner Music Taiwan           |